# 黑暗正义联盟：天启星战争
《黑暗正义联盟：天启星战争》（英語：Justice League Dark: Apokolips War）是美国华纳兄弟于2020年出品的非戲院首映超级英雄动画电影。该片由 Matt Peters和 Christina Sotta 执导，Ernie Altbacker 和 Sotta 编剧 ，片长90分钟。本作为DC動畫電影宇宙的第15部也是最后一部作品。DC漫画中的正义联盟、黑暗正义联盟、自杀小队、少年泰坦、蝙蝠家族及綠光軍團在影片中登场。

## 剧情
兩次征服地球失敗後（見正義聯盟：開戰、超人之死與超人王朝），达克赛德與其軍隊繼續征服其它世界。正义联盟計畫主动出击天启星（Apokolips）以阻止达克赛德，並讓少年悍將留守地球；但不知道的是，达克赛德透過鋼骨监视他們，早已知曉該計畫。因此，正義聯盟一到天启星便遭遇天啟魔（Paradoom）军队—一種混合毀滅惡魔（Parademon）與毀滅日（Doomsday）基因的改造生物—埋伏而全军覆没；正義聯盟與少年悍將大多數英雄在這場戰鬥中陣亡，倖存者則被达克赛德強行轉化為任其擺布的奴隸。
两年后，达克赛德正用星球收割机（plant reaper）開採地核；倖存的英雄責怪超人當初執意主動出擊天启星而導致失敗的結局。出擊失敗後，超人被達克賽德在胸口刺入液化氪石而失去超能力。瑞雯在达克赛德的進攻中失去大部分隊友導致憂鬱症後，一直艱難地維持對父親特力貢的囚禁（在正義聯盟大戰少年泰坦中，她將父親囚禁於鑲在額頭上的寶石裡）。超人和瑞雯找到约翰·康斯坦汀，想藉助他的法力找到達米安·韋恩的位置。康斯坦汀一開始不情願幫忙，但想到當初進攻時自己對戀人扎坦娜見死不救並逃離戰場的懦弱行為，他還是找出達米安目前在一座刺客聯盟的前哨站，而此時達米安已是聯盟的領袖。克拉克解釋他們需要他協助其父蝙蝠俠脫離達克賽德的精神控制，達米安不情願地接受並加入一行人。
大家來到大都會並見到克拉克的妻子露薏絲·蓮恩；她招募了如今由小丑女領導的自殺突擊隊（在自殺突擊隊：嚴厲懲罰後阿曼達·華勒死於癌症）。克拉克和露薏絲向眾人揭示他們的計畫，打算潛入萊克斯企業大廈，用那裡的傳送裝置回到天启星，殺死達克賽德永絕後患。與此同時，為分散敵人注意力，其餘英雄向星球收割機發動攻擊；然而在與天啟魔的戰鬥中，沙赞、超級小子、鋼人、沼泽異形、蝙蝠女俠、蝙蝠女孩、蝠翼、黑蘭花接連陣亡。在大廈裡，克拉克一行人遇到雷克斯·路瑟；路瑟告訴大家自己是間諜，為達克賽德工作的同時一直向露薏絲通風報信。接著大家兵分兩路，克拉克、瑞雯、康斯坦汀和惡魔伊查秦前往天启星，露薏絲、路瑟、小丑女、迴力標隊長、鯊魚王、黑鰏鯨和班恩留守傳送裝置。在達克賽德屠戮歐亞星的绿灯军团後，蝙蝠俠通報了路瑟的背叛，促使蝙蝠俠派遣天啟魔及“新改裝的機械部隊”追捕英雄們。
一到天启星，克拉克一行人便遇上“機械部隊”，由機械化的神奇女侠、火星獵人、梅拉、鷹俠和俏嬌娃組成。惡魔伊查秦死於神奇女侠之手，康斯坦汀則用她的真言套索（Lasso of Truth）將她從精神控制中解放。恢復神智的神奇女侠決定留下來斷後，好讓克拉克一行人能繼續前進。他們接著將閃電俠從給天启星提供能量的跑步機上救下來，康斯坦汀卻發現閃電俠曾製造出閃點使時間線被改變，從而導致至今為止的所有事件。沒過多久，他們遇到被鑲入星球網路裡的鋼骨。康斯坦汀解放了鋼骨的精神，鋼骨接著解放了“機械部隊”的精神，恰好在神力女超人雙拳難敵四手之時救了她。此時蝙蝠俠和達克賽德返回。達克賽德命令蝙蝠俠殺了達米安，蝙蝠俠卻回想起雙親之死，讓他得以從達克賽德的精神控制中解脫。盛怒之下，達克賽德試圖殺死蝙蝠俠，卻被達米安肉身攔截其攻擊；達米安的死觸發瑞雯的激烈情緒，導致特力貢逃脫囚禁。康斯坦汀本想用自己的身體作為特力貢復活的容器，特力貢卻拒絕並奪走克拉克的身體，不但清掉體內的液化氪石重新獲得超能力，還殺了康斯坦汀。康斯坦汀死後與扎坦娜短暫相見，並得知是她當時用咒語操控康斯坦汀逃離戰場，這是蝙蝠俠以防正義聯盟失敗所保留的底牌。同一時間，瑞雯和扎坦娜分別復活了達米安和康斯坦汀。
反觀萊克斯大廈，露薏絲小隊遭到天啟魔圍堵，被迫啟動自毀裝置。自毀前，露薏絲借助鋼骨將遺言傳到天启星。露薏絲的死使克拉克大受打擊，從而脫離特力貢的附身。康斯坦汀和瑞雯聯手施法給予特力貢肉身，好讓他能繼續與達克賽德打鬥。鋼骨打算將所有天啟魔傳送回天启星再將天启星傳送到虛無空間。鋼骨將眾英雄傳送回地球後開啟他的計畫，而正享受戰鬥的特力貢阻止達克賽德逃脫。
儘管獲得勝利，蝙蝠俠告知三分之一的地核被星球收割機榨乾，在正義聯盟找到可能解決辦法前還有數百萬人會死亡。因此，康斯坦汀說服閃電俠再次回到過去重製時間線。閃電俠無奈地照做，眾英雄則看著時間線被重製。

## 配音表
| 配音               | 角色                              |
| ------------------ | --------------------------------- |
| 马特·瑞安          | 约翰·康斯坦汀                     |
| 杰瑞·奥康内尔      | 超人(克拉克·肯特）                |
| 泰莎·法蜜嘉        | 瑞雯                              |
| Stuart Allan       | 「罗宾」达米安·韦恩               |
| 東尼·陶德          | 达克赛德                          |
| Ray Chase          | 惡魔伊查秦                        |
| Jason O'Mara       | 蝙蝠侠（布魯斯·韋恩）             |
| 罗莎里奥·道森      | 神奇女侠（黛安娜）                |
| 雷恩·威爾森        | 莱克斯·卢瑟                       |
| 丽贝卡·罗梅恩      | 露薏絲·蓮恩                       |
| Camilla Luddington | 扎坦娜                            |
| 克里斯托弗·高哈姆  | 闪电侠（巴里·艾倫）               |
| 薛馬·摩爾          | 钢骨（維克托·史東）               |
| Hynden Walch       | 小丑女                            |
| 利亞姆·麥肯泰爾    | 回旋镖队长                        |
| 約翰·迪·馬吉歐     | 鲨鱼王／特力貢                    |
| Sachie Alessio     | 西瓦女士                          |
| Roger R. Cross     | 「绿灯侠」约翰·斯图尔特／沼泽怪物 |
| 馬特·蘭特爾        | 水行俠（亞瑟）                    |
| Sean Astin         | 沙赞（比利·貝森）                 |
| Nyambi Nyambi      | 火星猎人（約翰）                  |

### 无台词角色
正義聯盟
- 綠燈俠 (哈尔·乔丹)
- 梅拉
- 鹰侠 (卡塔尔·霍尔)

少年悍將
- 夜翼 (迪克·格雷森)
- 俏嬌娃 (凱尼恩·R·星火)
- 快手 (罗伊·哈珀)
- 大黄蜂 (卡倫·比查)
- 野兽男孩 (馬克·羅根)
- 藍甲蟲 (傑米·雷耶斯)
- 神奇少女 (唐娜·才伊)
- 超級小子 (康拿·艾尔)
- 小閃電俠 (沃倫斯·威斯)

黑暗正義聯盟
- 黑蘭花

蝙蝠家族
- 蝙蝠女俠 (凱特·凱尼)
- 蝠翼 (路克·霍斯)
- 蝙蝠女孩 (芭芭拉·戈登)

自殺特攻隊
- 豹女 (芭芭拉·安·米拿花)
- 黑蝠鲼
- 班恩

綠燈軍團
- 綠燈俠 (艾莉沙·拉芭)
- 綠燈俠 (呀拉基斯·沉默)
- 綠燈俠 (蓋尼斯·薩德)
- 綠燈俠 (佳·嘉頓拿)
- 綠燈俠 (奇羅汪)
- 綠燈俠 (巴拉圭)
- 綠燈俠 (沙拉卡)

超人家族
- 鋼人 (約翰·亨利·星條)

## 外部連結
- 互联网电影数据库（IMDb）上《黑暗正义联盟：天启星战争》的资料（英文）
- 爛番茄上《黑暗正义联盟：天启星战争》的資料（英文）
- AllMovie上《黑暗正义联盟：天启星战争》的资料（英文）
- 開眼電影網上《黑暗正义联盟：天启星战争》的資料（繁體中文）
- 豆瓣电影上《黑暗正义联盟：天启星战争》的資料 （简体中文）
- 时光网上《黑暗正义联盟：天启星战争》的資料（简体中文）